# Awamori
Awamori (en japonès: 泡盛) és una beguda alcohòlica originària d'Okinawa, Japó. Feta a base d'arròs, és destil·lada (com el shōchū).
L'awamori típicament té un grau alcohòlic de 30–43%. S'envelleix per a augmentar-ne el gust i la maduresa. Algunes marques com Hanazake arriben al 60% de grau alcohòlic.
La manera més popular de prendre'l és amb aigua i gel, però també es beu sol i en còctels.
Abans d'abril de 1983 l'awamori era etiquetat com un shochu de segona classe. Es diferencia d'aquest en el fet que és fet a l'estil tailandès (amb arròs llarg de la mena 'indica') i perquè s'utilitza un ferment particular.